# Drastic Fantastic
Albums de KT Tunstall
KT Tunstall's Acoustic Extravaganza
(2006) Tiger Suit
(2010)
Singles
1. Hold On
Sortie : 16 juillet 2007
2. Saving My Face
Sortie : 12 novembre 2007
3. If Only
Sortie : 3 mars 2008
4. Little Favours (promotionnel)
Sortie : Janvier 2009

Drastic Fantastic est le deuxième album studio de KT Tunstall. Il est sorti le 31 août 2007 en Irlande et en Allemagne, le 3 septembre 2007 au Royaume-Uni, le 18 septembre 2007 aux États-Unis et le 10 septembre 2007 en France. Hold On, le premier single extrait de l'album, est sorti le 16 juillet 2007 aux États-Unis.

## Titres
| No  | Titre                      | Auteur                     | Producteur(s) | Durée |
| --- | -------------------------- | -------------------------- | ------------- | ----- |
| 1.  | #Little Favours            | KT Tunstall                | Steve Osborne | 3:09  |
| 2.  | #If Only                   | KT Tunstall, Jimmy Hogarth | Steve Osborne | 3:46  |
| 3.  | #White Bird                | KT Tunstall                | Steve Osborne | 3:13  |
| 4.  | #Funnyman                  | KT Tunstall, Martin Terefe | Steve Osborne | 2:56  |
| 5.  | #Hold On                   | KT Tunstall, Ed Case       | Steve Osborne | 2:55  |
| 6.  | #Hopeless                  | KT Tunstall                | Steve Osborne | 3:41  |
| 7.  | #I Don't Want You Now      | KT Tunstall                | Steve Osborne | 3:48  |
| 8.  | #Saving My Face            | KT Tunstall                | Steve Osborne | 3:38  |
| 9.  | #The Beauty Of Uncertainty | KT Tunstall                | Steve Osborne | 5:01  |
| 10. | #Someday Soon              | KT Tunstall, Jimmy Hogarth | Steve Osborne | 3:53  |
| 11. | #Paper Aeroplane           | KT Tunstall                | Steve Osborne | 3:16  |

### Titres bonus
Tous les titres bonus apparaissent sur le pré-ordre d'iTunes de Drastic Fantastic.
1. Suddenly I See (Live)
2. Hold On (Live from The Today Show) - music video

Il existe 2 autres titres bonus téléchargeables sur FNAC téléchargements : Journey et La vie en Rose interprétée en français.
UK Itunes Preorder
1. Bad Day
2. Suddenly I See (Live)
3. Mothgirl